# One Championship

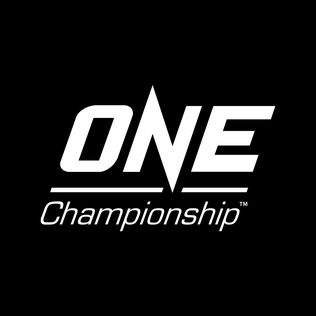
Logo

One Championship dawniej One Fighting Championship – singapurska organizacja promująca sporty walki (MMA, kick-boxing, muay thai i grappling), mająca siedzibę w Kallang.

## Historia

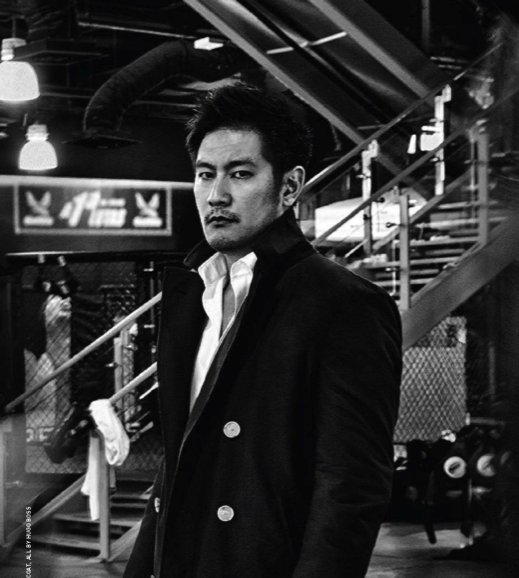
Chatri Sityodtong jest przedsiębiorcą i mistrzem sztuk walki z Tajlandii, najlepiej znanym jako założyciel, prezes i dyrektor generalny One Championship.

Założona 14 sierpnia 2011 roku przez Victora Cui. Pierwsza gala odbyła się 3 września 2011 gdzie obejrzało ją ok. 7 tysięcy widzów zgromadzonych w hali widowiskowej Singapore Indoor Stadium. Gale transmitowane są w wielu krajach m.in. Brazylii, Kanadzie czy w amerykańskiej telewizji ESPN Star Sport.
Gale są organizowane nie tylko w rodzimym Singapurze, lecz również za granicą m.in. w Malezji, Filipinach czy ZEA. One przyciąga szeroką widownię w azjatyckich krajach, głównie ze względu na dużą promocję lokalnych zawodników oraz promowanie samego MMA jako sportu w krajach w których ten sport był mało popularny.
Organizacja ściśle współpracuje z czołowymi, zagranicznymi klubami MMA oraz innymi, mniejszymi organizacjami co pozwala na kontraktowanie zawodników z całego świata, w tym gwiazdy takie jak Shin’ya Aoki, Ben Askren, Tim Sylvia, Renato Sobral czy Andrej Arłouski. One jest uważana za następcę japońskiego DREAM, który z powodów finansowych zaprzestał działalności na początku 2013 roku.
28 maja 2014 były mistrz UFC Rich Franklin został oficjalnie mianowany wiceprezydentem One Championship.
4 sierpnia 2014 roku Victor Cui ogłosił, że mistrz świata WBO w boksie Manny Pacquiao kupił część udziałów organizacji.
12 lutego 2018 ogłoszono nowy projekt o nazwie One Super Series który ma promować poza MMA również inne sporty walki, tj. kick-boxing i muay thai. Pierwsza gala tego typu odbyła się 20 kwietnia 2018, natomiast pierwszego mistrza świata One Super Series w formule muay thai wyłoniono 18 maja 2018, a został nim Taj Sam-A Gaiyanghadao.

## Polacy w One Championship

### Byli polscy zawodnicy
- Michał Pasternak: 1-3 (2014-2017) - były pretendent do pasa mistrzowskiego w wadze półciężkiej[7]
- Lena Tkhorevska: 0-1 (2015)[8]
- Marcin Prachnio: 4-0 (2016-2017)[9]

22 sierpnia 2014 Michał Pasternak podpisał kontrakt z One FC, stając się pierwszym Polakiem w tej organizacji oraz dopiero trzecim wiążącym się z liczącą się na świecie azjatycką organizacją (pierwszy był Paweł Nastula – Pride FC, drugi Mamed Chalidow – World Victory Road Sengoku). W listopadzie 2015 z azjatycką organizacją związała się pochodząca z Ukrainy, lecz na stałe mieszkająca w Polsce, Lena Tkhorevska. Kolejnym reprezentantem Polski, który został zakontraktowany w One FC został utytułowany karateka, Marcin Prachnio.
6 maja 2016 Michał Pasternak stanął przed szansą zdobycia pasa mistrzowskiego One Championship w wadze półciężkiej. Rywalem Polaka był przedstawiciel brazylijskiej rodziny – Roger Gracie. Pasternak przegrał z Gracie'em w pierwszej rundzie mistrzowskiego starcia przez poddanie.

## Zasady i reguły[15]
One FC ustanowiło własne regulację i zasady walki nazwane Global MMA Rule Set. Było to połączenie „Unified Rules of Mixed Martial Arts” w których prócz standardowych uderzeń pięścią, kolanami czy nogami (w pozycji stojącej) można uderzać łokciami na głowę oraz tzw. „PRIDE Rules” czyli możliwość zadawania „soccer kick” (kopanie leżącego przeciwnika w głowę), „head stomp” (naskakiwanie na głowę) oraz ciosów kolanami w parterze które były dozwolone w nieistniejącej już japońskiej organizacji PRIDE Fighting Championships. W sierpniu 2016 organizacja zabroniła korzystania z akcji „PRIDE Rules” czyli naskakiwania i kopania leżącego przeciwnika w głowę.
- każda walka oprócz walki o mistrzostwo liczy 3 rundy
- walka o mistrzostwo liczy 5 rund
- każda runda trwa 5 minut
- przerwa pomiędzy rundami trwa 1 minutę

Sposoby wyłonienia zwycięzcy:
- poddanie (odklepanie lub słownie)
- nokaut
- techniczny nokaut
- decyzja sędziów
- dyskwalifikacja

Akcje zabronione:
- uderzanie głową
- każdy atak na oczy
- gryzienie
- szarpanie lub pociąganie za włosy
- zahaczanie (polega na zrobieniu „haka” z palca bądź z kilku palców i włożeniu ich do ust przeciwnika, a następnie ciągnięciu)
- wszelkie ataki na krocze
- bezpośredni atak na kręgosłup, obojczyk oraz tył głowy
- uderzenia z góry dolną częścią łokcia
- uderzenie w gardło, oraz łapanie tchawicy
- kopanie głowy leżącego lub klęczącego przeciwnika
- naskakiwanie (nogą) na leżącego przeciwnika (ang. stomp)
- szczypanie, drapanie itp.
- kopanie piętami po nerkach
- dźwignie na małe stawy (np. palce)
- wyrzucanie przeciwnika poza ring
- wkładanie palców w otwarte rany przeciwnika
- przytrzymywanie spodenek lub rękawic przeciwnika
- plucie
- trzymanie siatki
- używanie wulgaryzmów na ringu
- atak podczas przerwy
- atak na przeciwnika, pod ochroną sędziego
- atak po gongu
- świadome lekceważenie instrukcji oraz samego sędziego
- uporczywe unikanie kontaktu z przeciwnikiem
- symulowanie kontuzji

## Kategorie wagowe
- atomowa kobiet – 47,7 kg – 52,2 kg
- słomkowa – 52,3 kg – 56,7 kg
- musza – 56,8 kg – 61,2 kg
- kogucia – 61,3 kg – 65,8 kg
- piórkowa – 65,9 kg – 70,3 kg
- lekka – 70,4 kg – 77,1 kg
- półśrednia – 77,2 kg – 83,9 kg
- średnia – 84,0 kg – 93,0 kg
- półciężka – 93,1 kg – 102,1 kg
- ciężka – 102,2 kg – 120,2 kg

## Aktualni mistrzowie

### Mieszane sztuki walki
| Kategoria  | Waga                  | Mistrz            | Od                | Obrony tytułu |
| ---------- | --------------------- | ----------------- | ----------------- | ------------- |
| Ciężka     | do 120,2 (264,5 lb)   | Oumar Kane        | 9 listopada 2024  | 0             |
| Półciężka  | do 102,1 kg (225 lb)  | Anatolij Małychin | 2 grudnia 2022    | 0             |
| Średnia    | do 93 kg (205 lb)     | Anatolij Małychin | 1 marca 2024      | 0             |
| Półśrednia | do 83,9 kg (184,9 lb) | Christian Lee     | 19 listopada 2022 | 0             |
| Lekka      | do 77,1 kg (169,9 lb) | Christian Lee     | 26 sierpnia 2022  | 0             |
| Piórkowa   | do 70,3 kg (154,9 lb) | Tang Kai          | 26 sierpnia 2022  | 1             |
| Kogucia    | do 65,8 kg (145 lb)   | Fabrício Andrade  | 24 lutego 2023    | 0             |
| Musza      | do 61,2 kg (134,9 lb) | wakat             |                   |               |
| Słomkowa   | do 56,7 kg (125 lb)   | Joshua Pacio      | 1 marca 2024      | 0             |

### Super Series (Muay Thai)
| Kategoria | Waga                   | Mistrz                             | Od                   | Obrony tytułu |
| --------- | ---------------------- | ---------------------------------- | -------------------- | ------------- |
| Ciężka    | do 102,1 kg (225,0 lb) | Roman Kryklia                      | 8 grudnia 2023       |               |
| Lekka     | do 77,1 kg (170 lb)    | Regian Eersel                      | 22 października 2022 | 2             |
| Piórkowa  | do 70,3 kg (154,9 lb)  | Tawanchai P.K. Saenchaimuaythaigym | 29 września 2022     | 3             |
| Kogucia   | do 65,8 kg (145 lb)    | Superlek Kiatmuu9                  | 7 września 2024      | 0             |
| Musza     | do 61,2 kg (134,9 lb)  | wakat                              | 7 listopada 2024     |               |
| Słomkowa  | do 56,7 kg (125 lb)    | Prajanchai P.K.Saenchaimuaythaigym | 22 grudnia 2023      | 0             |

### Super Series (Kick-boxing)
| Kategoria | Waga                  | Mistrz                             | Od                | Obrony tytułu |
| --------- | --------------------- | ---------------------------------- | ----------------- | ------------- |
| Półciężka | do 102,1 kg (225 lb)  | Roman Kryklia                      | 16 listopada 2019 | 2             |
| Lekka     | do 77,1 kg (169,9 lb) | Regian Eersel                      | 17 maja 2019      | 4             |
| Piórkowa  | do 70,3 kg (154,9 lb) | wakat                              |                   |               |
| Kogucia   | do 65,8 kg (145 lb)   | Jonathan Haggerty                  | 4 listopada 2023  |               |
| Musza     | do 61,2 kg (134,9 lb) | Superlek Kiatmuukao                | 14 stycznia 2023  | 2             |
| Słomkowa  | do 56,7 kg (125 lb)   | Prajanchai P.K.Saenchaimuaythaigym | 28 czerwca 2024   | 0             |

### Kobiety
| Kategoria   | Waga                  | Mistrzyni                 | Od               | Obrony tytułu |
| ----------- | --------------------- | ------------------------- | ---------------- | ------------- |
| MMA         |                       |                           |                  |               |
| Musza       | do 61,2 kg (134,9 lb) | Xiong Jingnan             | 20 stycznia 2018 | 7             |
| Atomowa     | do 52,2 kg (115,8 lb) | Stamp Fairtex             | 29 września 2023 | 0             |
| Kick-boxing |                       |                           |                  |               |
| Atomowa     | do 52,2 kg (115,8 lb) | Phetjeeja Lukjaoporongtom | 9 marca 2024     | 0             |
| Muay Thai   |                       |                           |                  |               |
| Słomkowa    | do 56,7 kg (125 lb)   | wakat                     |                  |               |
| Atomowa     | do 52,2 kg (115,8 lb) | Allycia Hellen Rodrigues  | 28 sierpnia 2020 | 2             |

## Lista mistrzów One Championship
- Chronologiczna lista dotychczasowych mistrzów One Championship